# St. Martin (Karnberg)

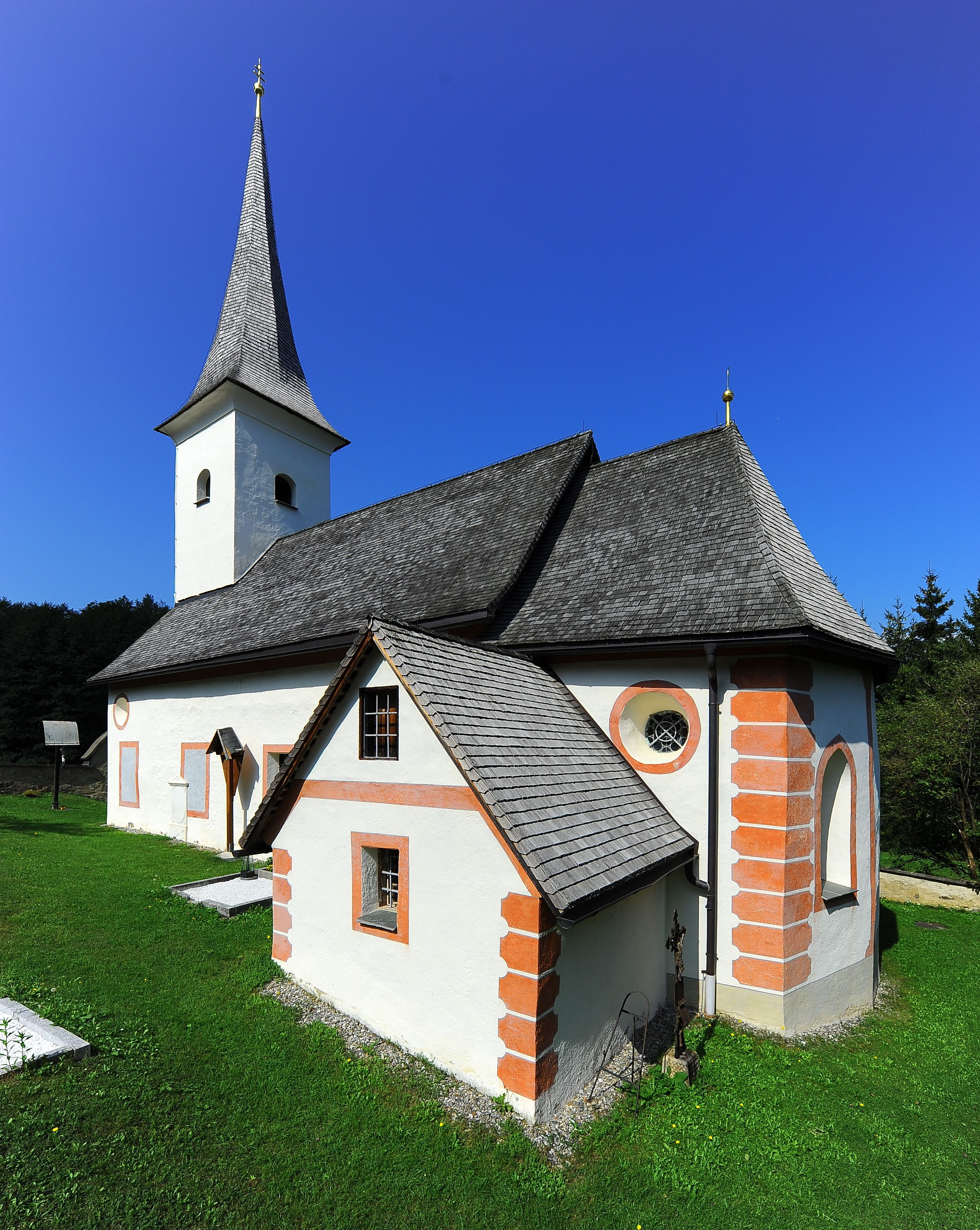

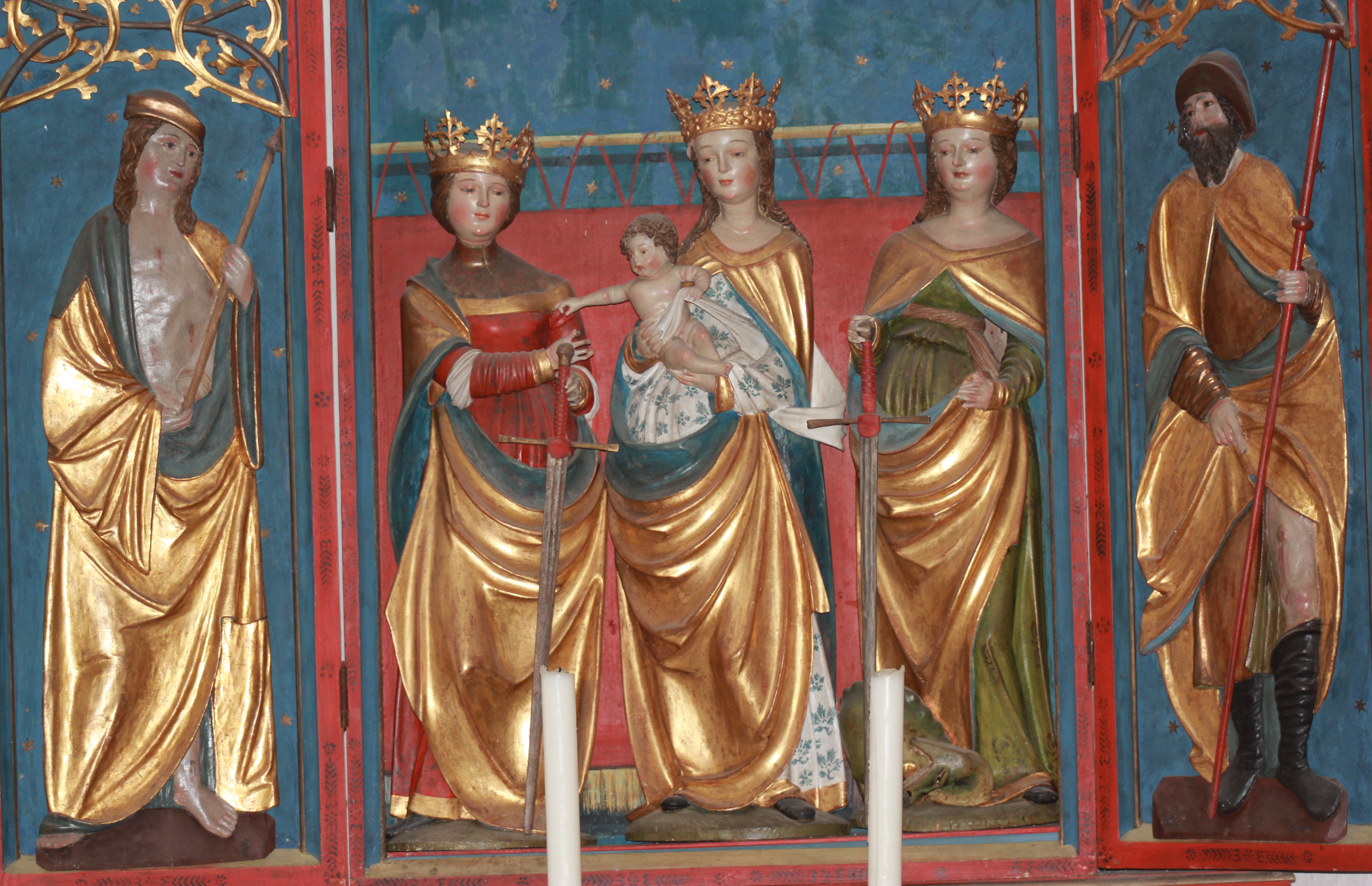

Die Filialkirche St. Martin ist in Karnberg nördlich des Ulrichsberges in der Gemeinde Sankt Veit an der Glan in Kärnten gelegen. Die 1407 erstmals erwähnte Kirche ist eine Tochterkirche von Projern. In einer Wiese nahe der Kirche wird im Rahmen des Vierbergelaufes eine Messe mit dem Bischof von Gurk gefeiert.

## Bauwerk
Die kleine, von einer Friedhofsmauer umgebene gotische Kirche wurde im 19. Jahrhundert verändert. Der vorgestellte Westturm aus dem Jahre 1878 besitzt rundbogige Schallöffnungen und ist mit einem Spitzhelm bekrönt. Die südliche Wand des im Kern gotischen Langhauses wurde im 19. Jahrhundert bis zur Westseite des Turmes verlängert. Am nördlichen Teil der Langhauswestwand wurde ein gotisches Fresko einer Heiligenfigur, wahrscheinlich der heilige Martin, freigelegt. Die Malereien aus dem zweiten Viertel des 15. Jahrhunderts haben eine stilistische Ähnlichkeit mit dem Dreikönigszug von Zweinitz. Über diesem Bild ist ein römerzeitliches Relieffragment mit Darstellung einer tanzenden Mänade angebracht.
An der Nordfassade wurde 1998 ein spätgotisches Christophorusfresko freigelegt, das durch einen Fensterausbruch in der Barockzeit fragmentiert ist.
Die Kirche wird durch das Westportal mit gedrücktem Bogen betreten. Über das Langhaus wölbt sich eine Stichkappentonne, die durch Gurtbögen über verkröpften Pilastern in drei Joche geteilt wird. Ein rundbogiger Triumphbogen mit profilierten Kämpfern verbindet das Langhaus mit dem Chor. Der einjochige Chor mit Stichkappentonne besitzt einen 5/8-Schluss. Von der Südseite des Chores führt ein Portal mit geradem Sturz in die tonnengewölbte Sakristei.

## Einrichtung
Der um 1680 geschaffene Hochaltar ist ein Ädikulaaltar mit gesprengtem Segmentgiebel, kannelierten Säulen mit Cherubsköpfen und Fruchtgehängen und reich geschnitzten seitlichen Ohren mit frühem Akanthus- und Blütenmotiven. Am Mittelbild ist der heilige Martin dargestellt, im Altaraufsatz steht die Statue der heiligen Margarethe.
An der linken Chorbogenwand steht ein um 1520 gefertigter spätgotischer Flügelaltar aus der Nachfolge der Villacher Schule. Im Schrein wird Maria mit dem Jesuskind von den heiligen Jungfrauen Katharina und Barbara flankiert. Die Flachreliefs der Außenflügel zeigen die Pestheiligen Rochus und Sebastian. Auf der Flügelaußenseite ist die Verkündigung an Maria gemalt. Im Altaraufsatz steht der Kirchenpatron mit der Gans. Diese Skulptur dürfte von einem älteren Hauptaltar des 15. Jahrhunderts stammen.
Auf der gegenüberliegenden Seite steht ein um 1660 geschaffener Ädikulaaltar mit Volutengiebel, gedrehten Säulen mit Weinranken und seitlichen Knobelwerksohren. Das Altarblatt zeigt die Apostel Petrus und Andreas. Im Giebel steht die Figur des heiligen Michael mit der Seelenwaage und darüber eine weitere Darstellung der heiligen Margarethe.
Weiters zählen zur Einrichtung eine Konsolenstatue des Apostels Andreas und ein mit 1712 bezeichnetes Leinwandbild, welches die gute und die schlechte Beichte thematisiert.